# Карфи
Карфи (на гръцки: Καρφί) е археологически обект високо в планината Дикти в източната част на остров Крит, Гърция. Древното име на селището не е достигнало до нас, а съвременното Карфи (в превод „нокът“) е по името на съседния връх, издаден във формата на нокът, когато се погледне откъм север.
Този все още слабо изучен археологически обект възниква със западането на минойската цивилизация при нахлуването на войнствените дорийци около 1100 г.пр.н.е. и по нещо напомня за Мачу Пикчу в Перу. Разположен е на около 1100 m надморска височина над платото Ласити, където са изтласкани местните жители – на труднодостъпни места далеч от нашествениците. Вероятно преди това върхът е бил свещено място, а в късния период на минойската цивилизация тук намират убежище коренните жители на острова и изграждат селище. На това изолирано място градът им съществува около 400 години след завладяването на острова от дорийците.
В Карфи са проведени археологически разкопки през 1937 и 1939 г. и са открити останки от едноетажни жилищни сгради, павирани улици, светилище с множество оброчни фигурки, а в близост до двата извора има две гробища и двадесет и една малки гробници. Археологът Суиндейл смята, че е разкопана едва 1/3 от обекта.
Учените смятат, че населението на селището е наброявало около 3500 души и се е изхранвало с животновъдство и лов, както и с добив на маслини, но от много по-ниска височина от самото селище. Мястото е защитено от северния вятър и е могло да бъде обитавано целогодишно, въпреки че в зимния сезон не е било приятно място за живеене.